# Хотинская битва (1673)
Хоти́нская би́тва 1673 года — сражение, состоявшееся 11 ноября 1673 года в ходе войны между Речью Посполитой и Османской империей 1672—1676 годах. 
Объединённое польско-литовское войско под командованием коронного гетмана Яна Собеского разгромило османскую армию во главе с Гусейн-пашой (около 35 тысяч человек), укрепившуюся в старом польско-литовском лагере времён первой Хотинской битвы в 1621 году.

## Перед битвой
Армия Речи Посполитой, насчитывавшая около 30 тысяч солдат под командованием коронного гетмана Яна Собеского, осадила Хотинскую крепость в начале ноября 1673 года. Крепость была хорошо подготовлена к обороне: расположена в излучине Днестра, со средневековыми рвами, усиленными земляными шанцами, построенными на месте бывшего польско-литовского лагеря времён Хотинской войны на полстолетия ранее. Первые атаки на османские позиции произошли 10 ноября, но они были лишь разведкой боем расположения противника. Главная битва состоялась на следующий день, когда Собеский нанёс удар туркам, измученным тревогой и бессонницей.

## Битва
После того, как войско Собеского измучило осаждённых ночной имитацией атак, на рассвете 11 ноября Собеский лично повёл войско в атаку в снежную метель. После залпа польско-литовских орудий пехота и спешенные драгуны ринулись на валы османского лагеря, сбив врага с позиций и создав в шанцах проходы для атаки конницы. В проломы на валах и шанцах ринулись гусары гетмана Яблоновского. Османы ответили конной контратакой, но не смогли противостоять удару тяжеловооружённых гусар, и скоро битва разгорелась по всему османскому лагерю и в крепости. В связи с паникой, охватившей османское войско, Гусейн-паша отдал приказ отступать на другой берег Днестра, но единственный мост в Хотине был повреждён огнём польско-литовской артиллерии и рухнул под тяжестью беглецов. Только нескольким тысячам осман из 35-тысячного войска удалось уйти в занятый ими Каменец-Подольский.
Остатки турецкой армии были уничтожены или взяты в плен. Польско-литовские потери были значительно меньше, при том что в результате была захвачена сильно укреплённая крепость (Хотинский замок сдался 13 ноября) с большими запасами продовольствия и военного имущества.

## Последствия
Хотинская битва закончилась полной победой Речи Посполитой, хотя это не привело к перелому в войне и не закончилось освобождением Каменца. Но победа подняла престиж Речи Посполитой в Европе, престиж гетмана Яна Собеского, получившего прозвище «Хотинский лев», и помогло ему при избрании на трон Речи Посполитой.